# جرزيل-أول
جرزيل-أول (بالروسية: Герзель-Аул) هي مدينة في جمهورية الشيشان في روسيا. ويبلغ عدد سكانها حوالي 3798 نسمة.